# Bartolomé Calatayud
Bartolomé Calatayud Cerdá (8. září 1882 Palma de Mallorca – 11. dubna 1973 Palma de Mallorca) byl španělský kytarista a hudební skladatel. 
Od osmi let se učil hrát na klasickou kytaru u Pedra Alemanyho Palmera a v roce 1899 získal diplom hudební školy v Palma de Mallorca. Pak odešel do Valencie, kde byl jeho učitelem Francisco Tárrega. Po návratu do rodného města vystupoval v tamním Teatro Principal i pod širým nebem v lese Miramar. Koncertoval se značným ohlasem také v zahraničí (Francie, Švýcarsko, Alžírsko, Jižní Amerika). 
Calatayudův umělecký vývoj ovlivnilo přátelství s Andrésem Segoviou a Emiliem Pujolem. K jeho nejznámějším dílům patří Cancion de Cuna, Parado de Valldemossa, Triptico Para Una Dama, Boceto Andaluz a Danza Mora. Ve své tvorbě vycházel z baleárského folklóru. Vedl pěvecký a taneční soubor Sección Femenina v Palmě a spolupracoval s místními skupinami drnkacích nástrojů zvanými rondalla. Posmrtně mu byla udělena zlatá medaile mallorské sněmovny. 
Věnoval se rovněž pedagogické činnosti a mnohé jeho skladby jsou proto určeny začínajícím kytaristům. Z jeho žáků vynikl zejména Gabriel Estarellas. 